# Somatidia laevithorax
Somatidia laevithorax är en skalbaggsart som beskrevs av Stefan von Breuning 1940. Somatidia laevithorax ingår i släktet Somatidia och familjen långhorningar. Inga underarter finns listade i Catalogue of Life.